# مقاطعة برات (كانساس)
مقاطعة برات (بالإنجليزية: Pratt County)‏ هي إحدى المقاطعات في ولاية كانساس، الولايات المتحدة الأمريكية.